# Sucharzewo (przystanek kolejowy)
Sucharzewo – dawny przystanek kolejowy w Sucharzewie, w województwie kujawsko-pomorskim, w Polsce.